# David Rozen

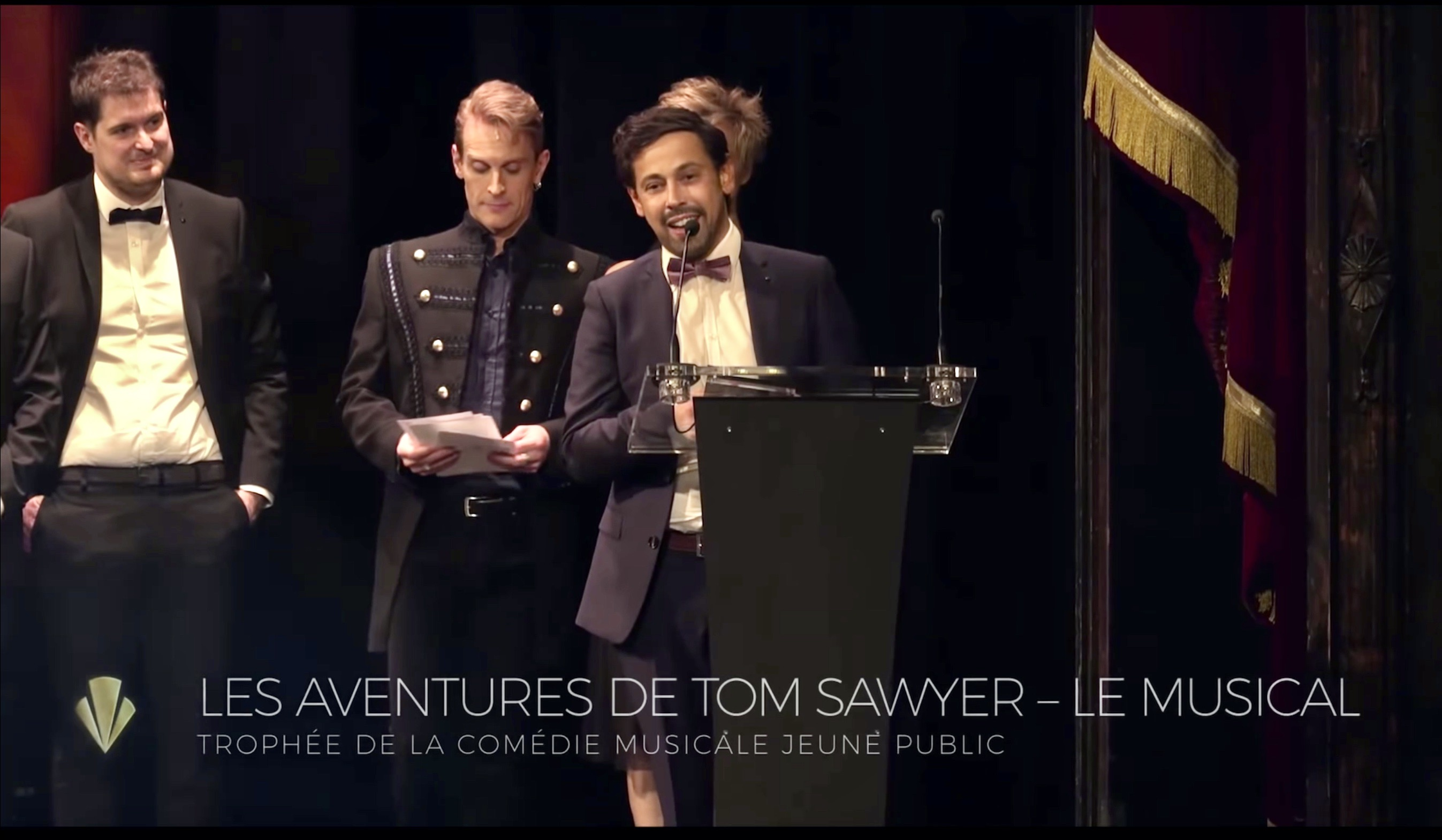

Pour les articles homonymes, voir Rozen.
David Rozen est un metteur en scène, producteur, librettiste français de comédie musicale. Il est également professeur de chant et de théâtre, thérapeute et directeur de l'école de comédie musicale "Musicals School".

## Biographie
Après des études de cinéma en réalisation, David Rozen se forme en tant que chanteur, danseur et acteur dans diverses écoles. Il chorégraphie et assiste à la mise en scène de plus d’une dizaine d’opéras et interprète, en parallèle, plus de trente rôles différents dans des spectacles musicaux à Paris et en tournée.
En 2004, il crée son premier one man show ainsi que sa société de production : Double D Productions. Il dirige ensuite plusieurs théâtres parisiens avant de créer son propre théâtre en 2008 : “Théâtre Musical Marsoulan” à Paris.
David Rozen a adapté, coécrit, mis en scène et produit quinze spectacles dont Kid Manoir 1 & 2, Hansel et Gretel, ou encore La Petite Fille aux allumettes qui s'est joué jusqu'en Chine. La saga Kid Manoir a pour sa part attiré 300 000 spectateurs en dix ans,,,.
En 2018, il présente Les Aventures de Tom Sawyer, Le Musical au Théâtre Mogador, puis Le Tour du monde en 80 jours, Le Musical dans le même théâtre, deux ans plus tard. Ces créations lui ont permis d’obtenir trois nominations aux prestigieux Molières.
Parallèlement à ses activités, il coache des artistes en théâtre et en chant. Il étudie diverses méthodes autour de la voix et du corps : il se forme à la méthode Feldenkrais, et obtient son diplôme de professeur de Gyrotonic®. Il devient également praticien thérapeute de la méthode Ilan Lev, ainsi que professeur de mouvement.
En 2019, il fonde le "Studio David Rozen" qui devient en 2023 la "Musicals School”, qu’il souhaite être un espace de liberté et de lâcher-prise pour ses étudiants. À l’aide d’une pédagogie innovante et inédite, il invite ses élèves à un voyage à la rencontre de l’artiste qui sommeille en eux.

## Spectacles musicaux
Liste non exhaustive
- 2005 : Pleine lune sur Big Manoir, mes David Rozen, Théâtre des Deux Rêves à Paris
- 2010 : Kid Manoir, la potion interdite de Guillaume Beaujolais, Aurélien Berda, Fred Colas, Ida Gordon et David Rozen, mes David Rozen, Théâtre Marsoulan, Festival d'Avignon
- 2010 : Diablesses de d'Ida Gordon et Aurélien Berda, mes David Rozen, Théâtre Marsoulan[6]
- 2012 : Kid Manoir 2, la malédiction du Pharaon de Guillaume Beaujolais, Fred Colas, David Rozen, mise en scène de David Rozen, Le Palace, Festival d'Avignon[7]
- 2014 : Hansel et Gretel, la comédie musicale de Guillaume Beaujolais, Fred Colas et David Rozen, mise en scène de David Rozen, Palais des glaces[8]
- 2015-2016 : Aladin, faites un vœu ! de David Rozen et Marie-Jo Zarb, mes David Rozen - théatre Comédia, tournée[9]
- 2015-2016 : La Petite Fille aux allumettes de Julien Salvia, Ludovic-Alexandre Vidal et Anthony Michineau, mise en scène de David Rozen, théâtre du Gymnase Marie-Bell, Palais Royal, tournée
- 2018-2019: Les Aventures de Tom Sawyer, Le Musical  de Julien Salvia et Ludovic-Alexandre Vidal, mise en scène de David Rozen au Théâtre Mogador. Adaptation libre du roman de Mark Twain.
- 2020 : Le Tour du monde en 80 jours, Le Musical de Julien Salvia et Ludovic-Alexandre Vidal, mise en scène par David Rozen au théâtre Mogador. Adaptation libre du roman de Jules Verne.

## Distinction

### Nomination
- Molières 2016 : Molière du jeune public pour La Petite Fille aux allumettes
- Molières 2019 : Molière du jeune public pour Les Aventures de Tom Sawyer, Le Musical
- Molières 2020 : Molière du jeune public pour Le Tour du monde en 80 jours, Le Musical